# Kultur Shock
Kultur Shock – grupa muzyczna z Seattle, łącząca elementy punka, muzyki cygańskiej, muzyki orientalnej, rocka i metalu. Jej liderem jest pochodzący z Bośni Srđan „Gino” Jevđević.
Muzycy grupy nazywają graną przez siebie muzykę Balkan-punk.

## Życiorys
Grupa powstała w roku 1996 w Seattle. Jej członkowie pochodzą ze Bośni, Stanów Zjednoczonych, Indonezji i Bułgarii. Ten często koncertujący zespół wydał swoje ostatnie płyty przez własną, niezależną wytwórnię Kultur Shock Records. Wcześniej był związany z wytwórnią Koolarrow Records basisty Faith No More Billy’ego Goulda.
Teksty Kultur Shock odzwierciedlają lewicowo-anarchistowskie poglądy lidera Gino Jevđevića, śpiewającego po angielsku i po serbsko-chorwacku, a także po hiszpańsku, bułgarsku i francusku. Niektóre utwory (np. „Haide Yano” z albumu Fucc the I.N.S.) są adaptacjami tradycyjnych pieśni z regionu byłej Jugosławii.
Jello Biafra, lider legendarnego zespołu punkowego Dead Kennedys, miał powiedzieć, że „Muzyka punkowa powinna brzmieć jak Kultur Shock.” (ang. „Kultur Shock is what punk rock should sound like.”).
Do używanych przez Kultur Shock instrumentów należą: gitara, gitara basowa, perkusja, trąbka, skrzypce, saksofon, klarnet, darbuka i buzuki.
W marcu 2014 Kultur Shock wystartowali kampanię crowdfundingową, której celem było zebranie środków koniecznych do produkcji dziewiątego albumu grupy.

## Dyskografia
- Live in Amerika (1999), Pacific Records
- Fucc the I.N.S. (2001), Koolarrow Records
- Kultura-Diktatura (2004), Koolarrow Records
- We Came to Take Your Jobs Away (2006), Koolarrow Records
- Live in Europe (2007), Koolarrow Records
- Integration (2009), Kultur Shock Records
- Ministry of Kultur(inne języki) (2011), Kultur Shock Records
- Tales of Grandpa Guru, Vol. 1 (EP, 2012), Kultur Shock Records